# Bolitoglossa morio
Pour les articles homonymes, voir Morio (homonymie).
Espèce
Synonymes
- Oedipus morio Cope, 1869
- Spelerpes bocourti Brocchi, 1883

Statut de conservation UICN

 LC  : Préoccupation mineure
Bolitoglossa morio est une espèce d'urodèles de la famille des Plethodontidae.

## Répartition
Cette espèce est endémique du Guatemala. Elle est présente entre 1 400 et 2 500 m d'altitude.

## Description
Bolitoglossa morio mesure environ 134 mm de longueur totale dont 73 mm de longueur standard et 61 mm pour la queue.

## Taxinomie
Spelerpes bocourti a été placée en synonymie avec Bolitoglossa morio par Schmidt en 1936.

## Publication originale
- Cope, 1869 : A review of the species of Plethodontidae and Desmognathidae. Proceedings of the Academy of Natural Sciences of Philadelphia, vol. 21, p. 93-118 (texte intégral).